# Morte súbita
A morte súbita é aquela que ocorre de forma abrupta, uma morte imprevisível e inesperada. Pode ocorrer tanto por processo patológico (como por exemplo, um ataque cardíaco fulminante) como por meio de violência (envenenamento ou pancada forte na cabeça) tanto em adultos como em crianças. Geralmente ocorre nas primeiras horas do dia. A morte súbita pode acontecer na primeira hora ou nas primeiras 24 horas após o aparecimento de sintomas. Atinge tanto pessoas sãs como doentes, de sedentários a atletas. No passado foi atribuída a causas inexplicáveis, a vinganças de deuses ou maldições. Com a evolução da ciência e da medicina, as explicações e as causas foram aos poucos sendo esclarecidas e ampliadas. Apesar de rara, a morte súbita é ainda inaceitável pelas pessoas e vista pelas mesmas como uma quebra injusta do ciclo natural da vida, principalmente quando envolve atletas e jovens. Raramente a morte súbita é atribuída a um coração estruturalmente normal.

## Causas
Pode ser provocada por arritmias cardíacas que levam a uma significativa queda da função cardíaca que leva a uma pressão sanguínea cerebral extremamente baixa, cérebro com anóxia (falta de oxigênio) e posteriormente morte cerebral. As  arritmias cardíacas responsáveis são geralmente as taquicardias ventriculares seguidas de fibrilação ventricular e parada cardíaca. Causas frequentes são também os acidentes vasculares cerebrais graves tanto embólicos como hemorrágicos.. A doença coronária é responsável por cerca de três quartos das mortes súbitas..
A morte súbita está vinculada a alguns fatores de alerta que são: ocorrência de tonturas ou perda de consciência durante exercício, história familiar de morte súbita, dor torácica durante esforço com palpitações associadas e electrocardiograma (ECG) anormal.
É mais frequente às primeiras horas do dia, sobretudo quando o paciente se levanta para dar início às suas actividades habituais de higiene. Esta passagem brusca do repouso do sono para a primeira atividade matinal é crítica nos pacientes que possuem uma cardiopatia prévia. As arritmias cardíacas são frequentes nesse momento do dia, assim como os sinais electrocárdiográficos de isquemia cardíaca, como se prova facilmente nos registos do ECG de 24 horas (Holter).

## Na criança
A morte súbita em lactentes é mais comum nos primeiros três meses de vida, e não se conhecem as causas. Depois dos seis meses, a morte súbita em crianças se torna mais rara.

## No adulto jovem
No adulto jovem relaciona-se muitas vezes com determinadas situações patológicas, às vezes desconhecidas na pessoa:
- síndrome do QT longo
- síndrome do QT curto ou síndrome de Brugada
- hemorragia cerebral, geralmente por aneurismas congênitos que se rompem
- arritmias com frequências ventriculares extremamente altas, tal como pode acontecer em presença de uma síndrome Wolff-Parkinson-White

## No desportista
A morte súbita do desportista está constantemente ligada a problemas no coração, e geralmente a patologia não é conhecida por seu portador. A causa mais frequente é a presença Cardiomiopatia hipertrófica familiar, com oclusão da câmara de saída do ventrículo esquerdo durante um esforço intenso com taquicardia importante. Esta câmara de saída é o espaço que precede a válvula aórtica, delimitado pelo septo e o folheto anterior da válvula mitral. A hipertrofia cardíaca que a acompanha é muitas vezes confundida no ecocardiograma, se analisado um pouco superficialmente, com a hipertrofia normal do coração do desportista (exemplo: a morte de Miklós Fehér). Outras causas são as atribuídas ao adulto jovem mas também o chamado commotio cordis (percussão violenta no tórax causada por uma pancada brusca).

## Prevenção
Análise cuidadosa do histórico clínico, familiar, electrocardiograma, teste de esforço e ecocardiograma. Há casos em que a morte súbita não está ligada a doenças do coração. Nesses casos, a prevenção abrange outros métodos.